# Wangsan-myeon
Wangsan-myeon (koreanska: 왕산면) är en socken  i den nordöstra delen av Sydkorea, 160 km öster om huvudstaden Seoul. Den ligger i kommunen Gangneung i provinsen Gangwon.